# Linda Hunt
Linda Hunt (Morristown, Nova Jérsei, 2 de abril de 1945) é uma atriz norte-americana de cinema, teatro e televisão, mais conhecida internacionalmente por seu papel masculino como um fotógrafo-anão no filme O Ano em Que Vivemos em Perigo, em 1982, pelo qual ganhou o Oscar de Melhor Atriz (coadjuvante/secundária).

## Biografia
Com apenas 1,45 m de altura, a pequena Linda estreou no cinema em 1980 no filme Popeye, de Robert Altman e consagrou-se três anos depois ao fazer o personagem do repórter de guerra sino-australiano Billy Kwan, no filme que mostrava os dias iniciais de golpe militar e guerra civil na Indonésia governada por Sukarno, contracenando com o casal principal Mel Gibson e Sigourney Weaver. Apesar de ser apenas muito baixa, seu personagem era um anão, devido ao trabalho de expressão corporal da atriz. Com este trabalho, ela foi o primeiro e único ator de qualquer sexo premiado pela Academia de Hollywood ao interpretar um papel de sexo diferente nas telas.
Em 1994, sendo uma das atrizes preferidas de Robert Altman, trabalharia novamente com ele no filme Prêt-à-Porter, uma sátira à futilidade e o hedonismo do mundo da moda, fazendo o papel de uma poderosa editora, baseada em Anna Wintour da revista Vogue norte-americana, da qual Linda copiou o cabelo pajem para o personagem.
Mais tarde, em 2009, fez o papel de "Hetty", na série "NCIS - Los Angeles" um spin-off da série "NCIS".
Linda, além de um trabalho consistente no teatro por anos, onde já foi indicada para o prêmio Tony e recebeu diversas outras honrarias, apesar de baixinha e compleição frágil tem uma voz bastante rica, ressonante e enigmática, o que faz com que seja uma das atrizes mais solicitadas nos Estados Unidos para narrar documentários, desenhos animados de longa-metragem e comerciais de televisão.

## Vida pessoal
É casada com Karen Kline desde 2008

## Filmografia

### Cinema
| Ano  | Filme                                         | Papel                            | Notas |
| ---- | --------------------------------------------- | -------------------------------- | --- |
| 1980 | Popeye                                        | Srª. Oxheart                     | |
| 1983 | The Year of Living Dangerously                | Billy Kwan                       | Oscar de melhor atriz (coadjuvante/secundária) Indicada - Globo de Ouro de melhor atriz (coadjuvante/secundária) em cinema |
| 1984 | Dune                                          | Shadout Mapes                    | |
| 1984 | The Bostonians                                | Dr. Prance                       | |
| 1985 | Eleni                                         | Katina                           | |
| 1985 | Silverado                                     | Stella                           | |
| 1987 | Waiting for the Moon                          | Alice B. Toklas                  | |
| 1989 | She-Devil                                     | Hooper                           | |
| 1990 | Kindergarten Cop                              | Miss Schlowski                   | |
| 1990 | Carmilla                                      | Narrator                         | |
| 1991 | If Looks Could Kill                           | Ilsa Grunt                       | |
| 1992 | Rain Without Thunder                          | Atwood Society Director          | |
| 1993 | Younger and Younger                           | Frances                          | |
| 1993 | Twenty Bucks                                  | Angeline                         | |
| 1994 | Prêt-à-Porter                                 | Regina Krumm                     | |
| 1995 | Pocahontas                                    | Avó Willow                       | voz |
| 1997 | The Relic                                     | Dr. Ann Cuthbert                 | |
| 1997 | Eat Your Heart Out                            | Kathryn                          | |
| 1998 | Pocahontas II: Journey to a New World         | Grandmother Willow               | voz |
| 2002 | Dragonfly                                     | Sister Madeline                  | |
| 2005 | Auschwitz: The Nazis and the 'Final Solution' | Narrador                         | voz |
| 2005 | Yours, Mine and Ours                          | Srª. Munion                      | |
| 2005 | God of War                                    | Narrador                         | Videogame — voz |
| 2005 | The Great Transatlantic Cable                 | Narrador                         | |
| 2006 | Stranger than Fiction                         | Dr. Mittag-Leffler               | |
| 2007 | The Singing Revolution                        | Narrador                         | |
| 2007 | God of War II                                 | Gaia / Narrador                  | Videogame — voz |
| 2008 | God of War: Chains of Olympus                 | Narrador                         | Videogame — voz |
| 2010 | God of War III                                | Narrador da tela antes do título | Videogame — voz |
| 2010 | God of War: Ghost of Sparta                   | Narrador                         | Videogame — voz |

### Trabalho selecionados na televisão
| Ano       | Título            | Papel                                                 | Notas                                                                           |
| --------- | ----------------- | ----------------------------------------------------- | ------------------------------------------------------------------------------- |
| 1978      | Fame              | Mona                                                  |                                                                                 |
| 1993      | Space Rangers     | Comandante Chenault                                   |                                                                                 |
| 1997-2002 | The Practice      | Juíza Zoey Hiller                                     | 24 episódios                                                                    |
| 2003-2005 | Carnivàle         | Administradora - voz                                  | 9 episódios                                                                     |
| 2006      | Nature            | Narrador                                              | "Christmas in Yellowstone"                                                      |
| 2007      | The Unit          | Departamento de Defesa Psiquiátrica: Dr. Eudora Hobbs | 2 episódios                                                                     |
| 2008      | Without a Trace   | Dr. Claire Bryson: Psicanalista do FBI                | 3 episódios                                                                     |
| 2009-2023 | NCIS: Los Angeles | Henrietta "Hetty" Lange                               | Papel regular (1 a 12 temporada) Estrela convidada especial (13 e 14 temporada) |